# Stazione di Sommariva del Bosco
Stazione di Sommariva del Bosco vasútállomás Olaszországban, Sommariva del Bosco településen.

## Vasútvonalak
Az állomást az alábbi vasútvonalak érintik:
- Carmagnola–Bra-vasútvonal

## Kapcsolódó állomások
A vasútállomáshoz az alábbi állomások vannak a legközelebb:
- Stazione di Sanfrè (Stazione di Alba, Line SFM4)
- Stazione di Carmagnola (Stazione di Ciriè, Line SFM4)